# Сент-Джозеф (Миссури)
Сент-Джо́зеф (англ. Saint Joseph) — город в северо-западной части штата Миссури, США. Неформальное название, употребляемое местными жителями, — Сент-Джо́ (англ. Saint Joe).

## География
Город Сент-Джозеф является окружным центром и самым крупным городом округа Бьюкенен штата Миссури. Это 8-й по величине город штата Миссури. Лежит на реке Миссури, в северо-западном углу штата, у самой границы с Канзасом и недалеко от границы с Небраской. В 70 километрах южнее Сент-Джозефа находится город Канзас-Сити, в 190 километрах на северо-запад — Омаха. Численность населения города составляет 76 780 человек (на 2010 год). Площадь равна 115,3 км².
На противоположном берегу Миссури находится Rosecrans Memorial Airport — используемый военными небольшой аэропорт, находящийся в государственном владении. Ближайший международный аэропорт — расположенный на 50 километров южнее аэропорт Канзас-сити.
В Сент-Джозефе находится Западный университет штата Миссури.

## История
В 1826 году на месте современного города торговец мехами Джозеф Робиду построил торговую факторию. В 1843 году он заказывает произвести перепланировку этой территории с целью создания здесь поселения. После окончания этих работ Робиду продаёт земельные участки по цене от 100 до 150 долларов. Городок быстро рос: в 1846 здесь проживало 800 человек, в 1860 — уже 8932.
В середине XIX века Сент-Джозеф становится стратегически важным транспортным узлом. Вплоть до Гражданской войны в США это был крайний западный пункт страны, куда доходила железная дорога, и последним местом снабжения отрядов и лиц, направлявшихся на Дикий Запад, на ещё «цивилизованной стороне» Миссури. В связи с этим Сент-Джозеф был крайней восточной станцией конной почтовой линии Пони-экспресс, самой быстрой в Северной Америке в 1860—1861 годах.
3 апреля 1882 года в Сент-Джозефе выстрелом в спину был убит знаменитый грабитель — американский «Робин Гуд» Джесси Джеймс, поселившийся в городке под именем Томас Говард. Убийцей был некий Роберт Форд, в прошлом член банды Джеймса, желавший получить за покойника денежное вознаграждение. Дж. Джеймс похоронен на местном кладбище. На его могильном камне выбита эпитафия: «Убит трусом, имя которого не стоит того, чтобы быть названным». Благодаря Пони-экспрессу и Джесси Джеймсу город Сент-Джозеф известен как место, «где начинался Пони-экспресс и закончился Джесси Джеймс» («Where the Pony Express started and Jesse James ended»).

## Население
В городе с населением в 76 222 человека (2009) 91,88 % составляют белые американцы, 5,03 % — черные, 2,61 % — латиноамериканцы, 0,47 % — выходцы из Восточной и Юго-Восточной Азии, 0,46 % — индейцы. Средний возраст жителей — 36 лет. На каждую 1000 женщин старше 18 лет приходится 927 мужчин. Годовой доход на душу населения составляет 17 445 долларов. У 13 % населения Сент-Джозефа уровень доходов находится ниже прожиточного минимума.